# Agelena dubiosa
Agelena dubiosa är en spindelart som beskrevs av Embrik Strand 1908. Agelena dubiosa ingår i släktet Agelena och familjen trattspindlar. Inga underarter finns listade i Catalogue of Life.